# Rhaphidophora caligulata
Rhaphidophora caligulata är en insektsart som beskrevs av Zacher 1909. Rhaphidophora caligulata ingår i släktet Rhaphidophora och familjen grottvårtbitare. Inga underarter finns listade i Catalogue of Life.